# دایره عشق
دایرهٔ عشق (انگلیسی: Circle of Love) یک فیلم درام فرانسوی به کارگردانی روژه وادیم است که بر پایهٔ نمایشنامهٔ چرخ‌فلک (نمایش‌نامه) اثر آرتور شنیتسلر ساخته و در سال ۱۹۶۴ منتشر شد. بازی جین فوندا در این فیلم با حواشی و بحث‌هایی همراه بود، چرا که وی نخستین بازیگر زن آمریکایی بود که در یک فیلم خارجی برهنه شد.

## بازیگران
- ماری دوبوآ
- جین فوندا
- آنا کارینا
- ژان-کلود بریالی
- موریس رونه
- کاترین اسپاک
- فرانسین برژی
- ژان سورل
- دنیز بنوا
- آلیس کوچئا